# ثلمة فوق القص
الثُّلْمَةُ فَوقَ القَصّ (بالإنجليزية: Suprasternal notch)‏ والمعروفة أيضًا باسم الثلمة الوداجية (بالإنجليزية: jugular notch)‏، هو منخفض كبير مرئي بين العنق وعظام الترقوة في التشريح البشري. تقع الثلمة على الحدود العلوية للقص، وبين ثلمتي الترقوة.

## الأهمية السريرية
يتم قياس الضغط داخل الصدر باستخدام محول مثبت في الجسم بطريقة تجعل المشغل يشغل الأنسجة الرخوة الموجودة فوق الثلمة فوق القص. يمكن للاختبار أن يساعد في التعرف على الحالات التالية:
- أم الدم
- انسلاخ الأوعية الدموية
- تصلب الشرايين
- ارتفاع ضغط الدم

لإجراء هذا الاختبار، من الضروري وضع إصبع السبابة أو الإصبع الأوسط على الثلمة وجسّه. قد تكون النبضة البارزة مؤشراً على انسلاخ الشريان الأورطي أو تمدد الأوعية الدموية القوسية أو الوعاء الدموي الملتوي. السبب الأكثر ترجيحًا للنبض فوق الثلمة القصية لدى الأشخاص البالغين هو أم الدم الأبهرية، في حين أن السبب الأكثر شيوعاً عند الأطفال هو تضيق الأبهر.

## الروابط الخارجية
- The Suprasternal Notch site with (humorous) suggestions on suppressing suprasternal notch fetishism.
- IMDb ucipital mapilary quote in Hitchcock's Suspicion.
- IMDb ucipital mapilary movie connection in Dracula: Dead and Loving It.
- IMDb suprasternal notch quote in The English Patient
- blog entry on Ucipital Mapilary citing film dialogue.